# Compsophorus atrifossa
Compsophorus atrifossa är en stekelart som först beskrevs av Townes, Townes och Gupta 1961.  Compsophorus atrifossa ingår i släktet Compsophorus och familjen brokparasitsteklar. Utöver nominatformen finns också underarten C. a. gedehensis.